# Dealu Ordâncușii
Dealu Ordâncușii falu Romániában, Erdélyben, Fehér megyében.

## Fekvése
Felsőgirda közelében fekvő település.

## Története
Dealu Ordâncuşii egyike a Felsőgirdához tartozó 18 falunak. A település korábban Felsőgirda része volt, 1956 körül vált tőle külön, 250 lakossal. 1966-ban 74, 1977-ben 52, 1992-ben 29, 2002-ben 23 román lakosa volt.